# Геометричний розподіл
В теорії імовірностей і статистиці геометричний розподіл визначається як будь-який з двох розподілів ймовірностей:
- дискретна випадкова величина X має геометричний розподіл з параметром p , якщо вона збігається з кількістю випробувань до першого успіху в нескінченній послідовності випробувань Бернуллі з імовірністю успіху в одному випробуванні. 
{\displaystyle \Pr(X=k)=(1-p)^{k-1}\,p\,}
де k = 1, 2, 3, ....
- величина Y = X − 1 , що дорівнює кількості неуспіхів до першого успіху.
{\displaystyle \Pr(Y=k)=(1-p)^{k}\,p\,}
де k = 0, 1, 2, 3, ....

Який з цих розподілів називати геометричним питання згоди і зручності. 
Ці два різні геометричні розподіли не можна плутати один з одним.
Очікувана величина геометричного розподілу випадкової величини X є 1/p і її похибка (1 − p)/p2:
{\displaystyle \mathrm {E} (X)={\frac {1}{p}},\qquad \mathrm {var} (X)={\frac {1-p}{p^{2}}}.}
Так само очікувана величина геометричного розподілу випадкової величини Y є {\displaystyle (1-p)/p}, і її похибка {\displaystyle (1-p)/p^{2}}:
{\displaystyle \mathrm {E} (Y)={\frac {1-p}{p}},\qquad \mathrm {var} (Y)={\frac {1-p}{p^{2}}}.}

## Оцінка параметра
Для обох варіантів геометричного розподілу параметр p може оцінюватися через порівняння очікуваної величини. Це метод моментів, який у цьому випадку проводить оцінки максимальної ймовірності p.
Припустимо, для першого варіанту {\displaystyle k_{1},\dots ,k_{n}}, коли {\displaystyle k_{i}\geqslant 1} для {\displaystyle i=1,\dots ,n}. Тоді p має такі оцінки
{\displaystyle {\widehat {p}}=\left({\frac {1}{n}}\sum _{i=1}^{n}k_{i}\right)^{-1}.\!}
{\displaystyle p\sim \mathrm {Beta} \left(\alpha +n,\ \beta +\sum _{i=1}^{n}(k_{i}-1)\right).\!}.
{\displaystyle {\widehat {p}}=\left(1+{\frac {1}{n}}\sum _{i=1}^{n}k_{i}\right)^{-1}.\!}
{\displaystyle p\sim \mathrm {Beta} \left(\alpha +n,\ \beta +\sum _{i=1}^{n}k_{i}\right).\!}

## Інші властивості
Функція імовірності X і Y , відповідно,
- {\displaystyle G_{X}(s)={\frac {s\,p}{1-s\,(1-p)}},\!}
{\displaystyle G_{Y}(s)={\frac {p}{1-s\,(1-p)}},\quad |s|<(1-p)^{-1}.\!}
- Подібно неперервному аналогу (показниковий розподіл) , геометричний розподіл має властивість відсутності пам'яті. Це означає, що кількість попередніх "невдач" не впливає на кількість наступних "невдач".Таким чином геометричний розподіл - це єдиний дискретний розподіл з такою властивістю.
- Серед всіх дискретних ймовірних розподілів на {1, 2, 3, ... } з даною очікуваною величиною μ геометричний розподіл X з параметром p = 1/μ є одним

Геометричний розподіл числа Y невдач перед першим успіхом є нескінченно ділимим,для будь-якого додатнього цілого n, існують незалежні тотожньо розподілені випадкові величини Y1, ..., Yn сума яких має такий самий розподіл як і Y